# Geología de Andorra

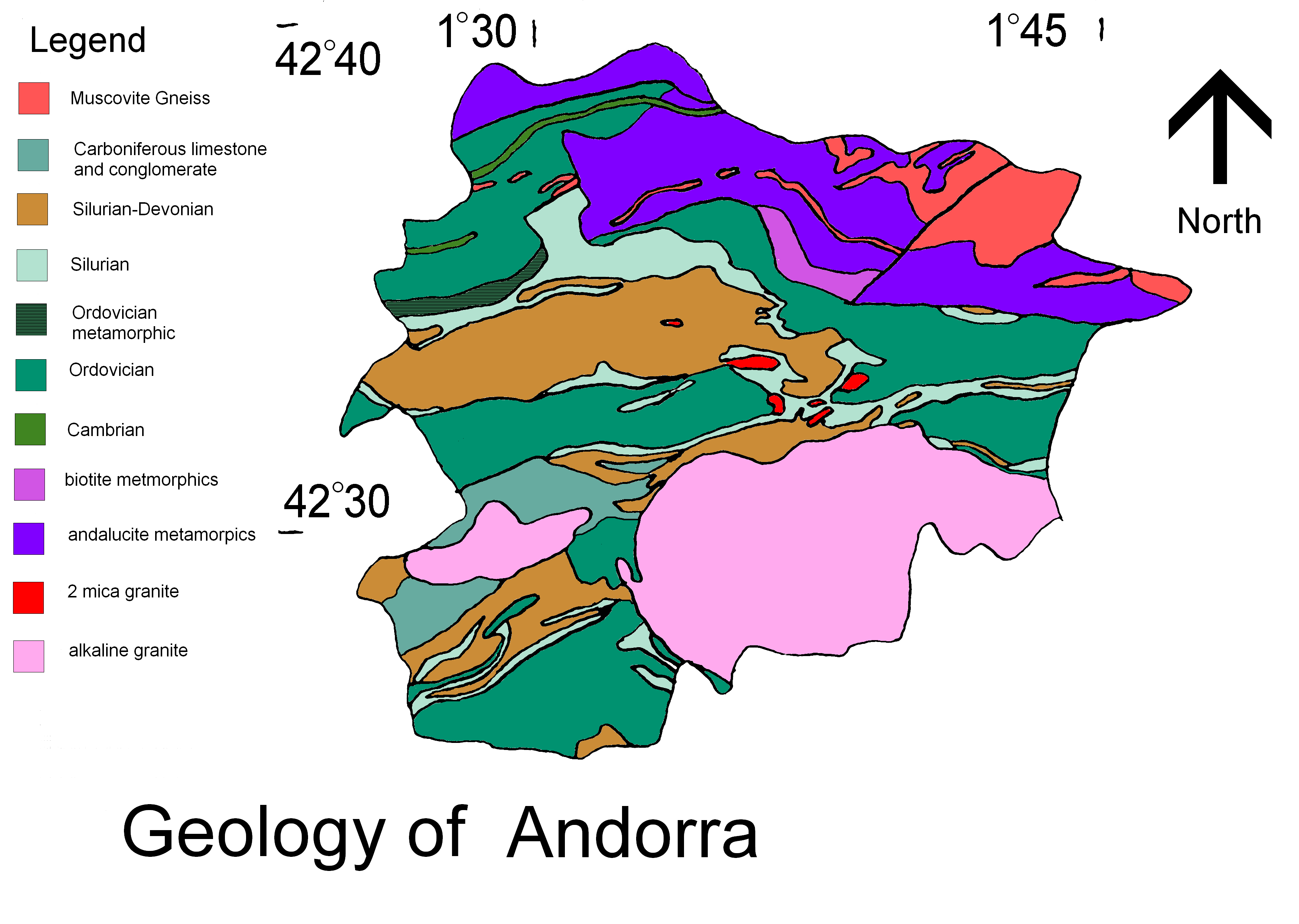

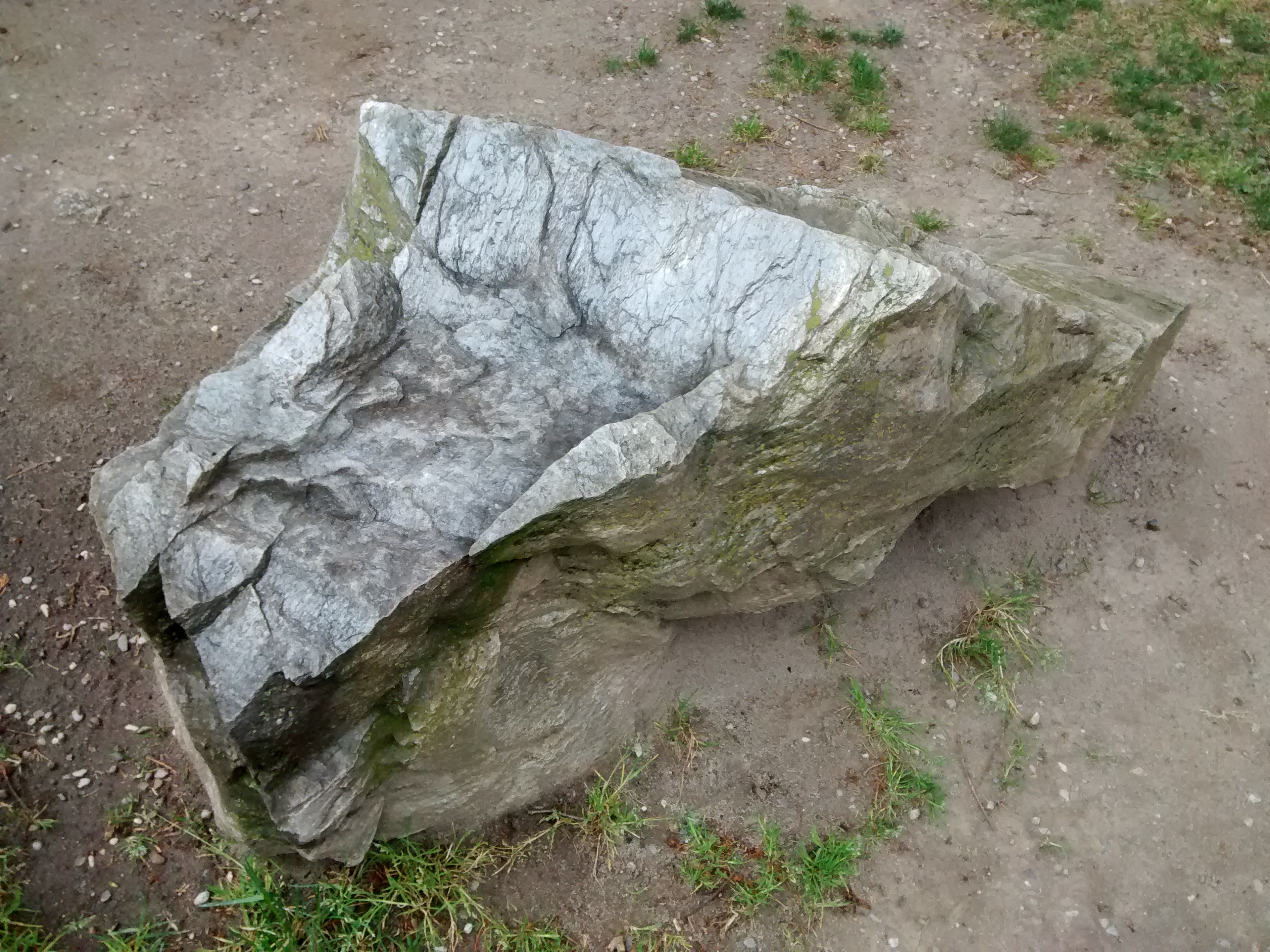
Andorrano filita exhibida en el Parque Central de Andorra la Vieja

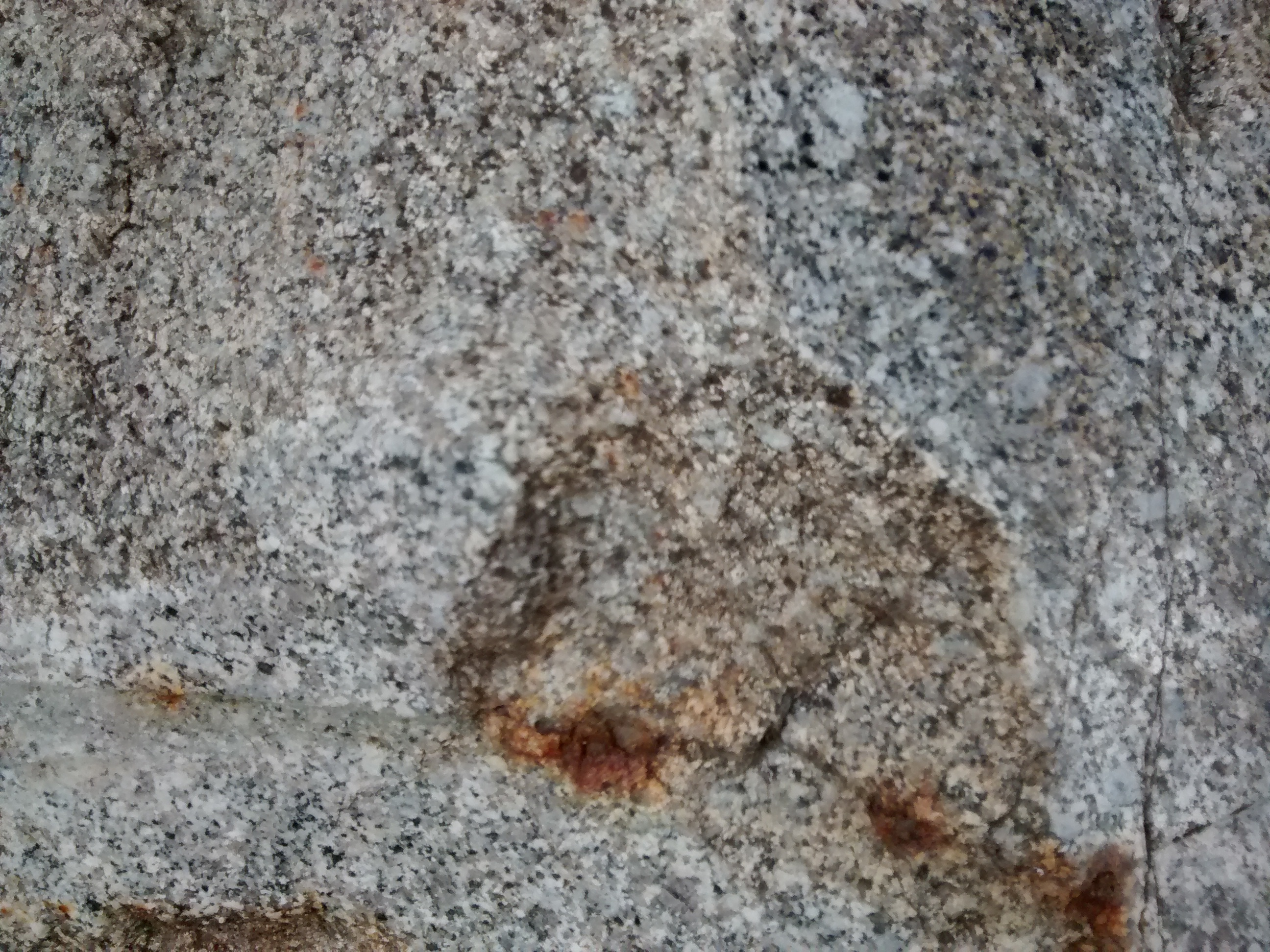
Granodiorita en Andorra

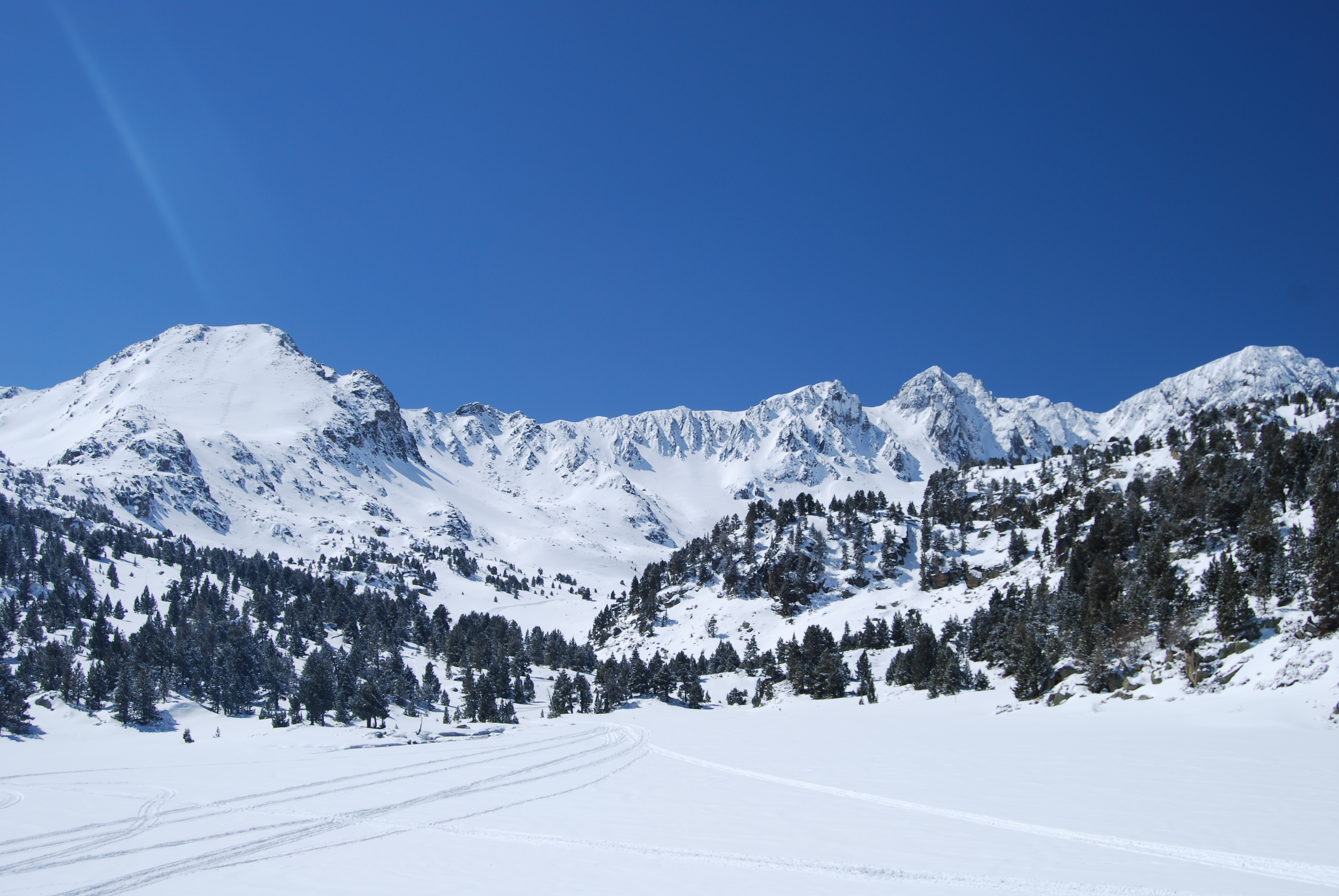
Cirque de Pessons

Andorra está localizada en la Zona Axial de la cordillera de Pirineos centrales en Europa sudoccidental, lo cual significa que tiene rocas intensamente plegadas y empujadas que se formaron cuándo la península ibérica se rotó sobre el continente europeo.

## Visión general
Las rocas del Cámbrico o Ordovícico se presentan en forma de conglomerado, piedra caliza, filita, cuarcita, y pizara. Los diapiros de pizarra del período silúrico se encuentran en el sinclinal Llavirsi, cerca de Bixessarri en el suroeste. El gneis y el esquisito se encuentra en los núcleos de los anticlines en el noreste del país. Este gneis contiene moscovita. Los antiformes están conectados con zonas de cizallamiento casi horizontales, y que contienen napas de sedimentos metamorfoseados..Los sedimentos metamorfoseados del Paleozoico superpuestos más jóvenes que se  encuentran en la mayor parte de Andorra también se han plegado abruptamente.
En el sureste del país hay un granito alcalino de un batolito llamado Batolito Mt-Louis-Andorra. Se extiende hasta España y cubre una área de 600 km² (231,7 mi²). Ocurren diferentes zonas de composición roca, con monzogranito en el centro, diorita de cuarzo en el borde y granodiorita en partes intermedias. El batolito ha provocado metamorfismo en su borde occidental. La base del batolito está expuesta en el este de Andorra.
En los Pirineos Centrales y Orientales, lo que incluye a Andorra, ningún fósil anterior que el Ordovícico de hace 450–460 millones de años ha sido encontrados.

## Glaciación
Andorra estuvo extensamente glaciada durante el Cuaternario; los glaciares fluían por todos los valles principales de Andorra, fusionándose en un gran glaciar en Las Escaldas-Engordany, el cual en la etapa más fría llegaba tan al sur como el Pont de la Fontaneda, cerca de Santa Coloma. Andorra tiene numerosa características erosión glaciar, incluyendo valles en forma de U, glaciares, aristas, y roche moutonnées. Ejemplos de glaciares incluir el Cirque de Pessons en el este, Llac de Tristaina en el noroeste, y los dos glaciares a aproximadamente 2,400 m. (7,900 pies) de elevación en Pic de Casamanya 2,740 m. (8,990 pies). Santa Coloma tiene un glacial lengua glaciar.